# De Usalige Konger
De Usalige Konger (fransk: Les Rois maudits [le ʁwa mo.di]) er en række historiske romaner skrevet af den franske forfatter Maurice Druon om det franske monarki i det 14. århundrede. Udgivet mellem 1955 og 1977, er bogserien to gange blevet dramatiseret som tv-miniserie i Frankrig.
Den amerikanske forfatter George R.R. Martin har kaldt De Usalige Konger for "den originale kampen om tronen" og nævnt Druons romaner som inspiration til hans egen serie En sang om is og ild.

## Handling
Foregående i det 14. århundrede under de sidste fem konger af Huset Capets og de to første konger af Huset Valois' regeringstider, begynder serien, da den franske kong Filip den Smukke, allerede omgivet af skandale og intriger, bringer en forbandelse ned over sin familie, da han forfølger Tempelridderne. Rækken af monarker, der efterfølger ham, fører Frankrig og England til Hundredårskrigen.

## Romaner
De første seks romaner af Les Rois maudits blev udgivet i Frankrig af Del Duca mellem 1955 og 1960, og det sidste bind blev udgivet af Plon i 1977. De første seks bøger blev udgivet på dansk mellem 1962 og 1963 af Jespersen og Pio med oversættelse af Karina Windfeld-Hansen. Arkiveret 14. januar 2024 hos  Wayback Machine Det syvende og sidste bind er aldrig udkommet på dansk.

### Le Roi de fer(1955)
(Dansk titel: Jernkongen) Arkiveret 14. januar 2024 hos  Wayback Machine
Den franske kong Filip den Smukke regerer med en jernnæve, men er omgivet af skandale og intriger. Filips datter Isabella, dronning af England, planlægger sammen med den ambitiøse Robert af Artois at afsløre at hustruerne til hendes tre brødre - Margrete, Johanne og Blanka - er deres mænd utro. Roberts eget motiv er at hævne sig på Johanne og Blankas mor, hans faster Mahaut, grevinde af Artois, som han mener har stjålet hans retmæssige arv. Filips yngre bror Karl, greve af Valois, er vred over den magt og indflydelse som de borgerfødte Guillaume de Nogaret, Filips primære hofrådgiver og seglbevarer, og Enguerrand de Marigny, Filips kammerherre, besidder. Da Filips egennyttige forfølgelse af tempelridderne ender med, at tempelridderens stormester Jacques de Molay bliver brændt på bålet, nedkalder Molay en forbandelse over sine anklagere – Pave Clemens 5., Nogaret og Filip selv – til 13. generation. Margrete og Blanka idømmes livsvarigt fængsel for deres forbrydelser, og deres elskere Gautier og Filip d'Aunay bliver tortureret og henrettet. Johanne, der selv er uskyldig i utroskab, men medskyldig i skandalen, bliver fængslet på ubestemt tid. 40 dage efter Molays henrettelse dør Clement af feber, og kort tid derefter sørger Mahauts hofdame Béatrice d'Hirson for Nogarets smertefulde død ved hjælp af et forgiftet stearinlys. Filip frygter, at Molays forbandelse er årsagen, og snart efter bliver han ramt af en hjerneblødning under en jagt, kollapser og dør få dage senere.

### La Reine étranglée(1955)
(Dansk titel: Den kvalte dronning) Arkiveret 14. januar 2024 hos  Wayback Machine
Filips ældste søn er blevet kronet som Ludvig 10., men hans utro hustru Margrete forbliver fange på Château Gaillard. I et forsøg på at gifte sig igen og få en mandlig arving sender Ludvig Robert af Artois afsted for at tvinge Margrete til at underskrive en erklæring, hvorved hun til gengæld for sin frihed, erkender, at hendes ægteskab med Ludvig aldrig blev fuldbyrdet, og at hendes datter Johanne er illegitim. Hun nægter, og Ludvigs plan om at sikre en annullering og gifte sig med den smukke Klementia af Ungarn bliver yderligere forsinket af pavekonklavets manglende valg af en ny pave. Marigny opdager, at hans fjender – ledet af Karl, greve af Valois – systematisk udelukker ham fra den nye konges inderkreds. Ludvigs bror, Filip, greve af Poitiers, og Valois forsøger begge at hævde en vis indflydelse over den ubeslutsomme konge, Filip til gavn for riget, og Valois for personlig vinding. Desperat efter sin frihed skifter Margrete mening, men hendes "tilståelse" når aldrig Robert. Da han vender tilbage til hendes fængsel, er Margrete syg efter sin indespærring, og på Valois' ordre kvæler Roberts mand Lormet hende til døde. Selvom hans indledende bestræbelser på at ødelægge Marigny mislykkes, formår Valois, med hjælp fra den lombardiske bankmand Tolomei – at rette en byge af kriminelle anklager mod ham, der ender med Marignys henrettelse.

### Les Poisons de la couronne(1956)
(Dansk titel: Kronens gift) Arkiveret 14. januar 2024 hos  Wayback Machine
Ludvig, nu enkemand, gifter sig med den smukke Klementia af Ungarn. Hendes opdagelse af hans uægte datter får Ludvig til at bekende alle sine synder for hende, og han sværger til at gøre hvilken som helst bod, som hun kræver. Mahaut og Béatrice bruger magi til at sikre, at Filip tager sin hustru, Mahauts datter Johanne, tilbage fra hendes fangenskab. Ludvigs onkel Karl, greve af Valois, fortsætter med at gribe ud efter indflydelse over kongelige anliggender ved at forsøge at sikre troskab fra den nye dronning, hans niece gennem et tidligere ægteskab. Tolomeis nevø, den unge bankmand Guccio Baglioni, gifter sig i hemmelighed med adelskvinden Marie de Cressay. Med opmuntring fra Robert af Artois gør Mahauts vasalbaroner oprør mod hende. Ludvig er tvunget til at gribe ind og fratager hende magten, da hun nægter at underkaste sig hans mægling. Mahaut forgiger Ludvig med Béatrices hjælp, og han dør og efterlader en gravid Klementia og hoffet i oprør.

### La Loi des mâles(1957)
(Dansk titel: Mands lov) Arkiveret 14. januar 2024 hos  Wayback Machine
Med Ludvig død og Klementia gravid konspirerer Ludvigs onkel Karl og bror Filip mod hinanden i kampen om regentskabet. I kulissen venter Margretes bror Odo af Burgund, som søger at forsvare Ludvig og Margretes datter Johannes arveret. Filip udmanøvrerer sine rivaler og overtager magten. Efter med list at have samlet de uenige kardinaler i Lyon, tvinger han dem til at holde pavekonklave, der vælger Jacques Duèze til pave Johannes 22. Marie de Cressay føder Guccios søn i et kloster, og inden for få dage føder Klementia Ludvigs søn Johan. Med Klementia dødssyg, hverver Hugues de Bouville og hans kloge hustru Marguerite Marie som barneplejerske for den unge konge. Grevinde Mahaut ser den spæde Johan som den eneste hindring mellem Filip, der er gift med hendes datter Johanne, og den franske trone. Af frygt for Mahaut bytter Hugues og Marguerite Johan ud med Maries barn Giannino, da babykongen præsenteres af grevinden for baronerne. Forgiftet af Mahaut dør spædbarnet næsten øjeblikkeligt. Uden direkte bevis for hendes skyld, og usikker på Filips involvering, er Bouvilles tvunget til at holde på deres hemmelighed eller muligvis selv blive impliceret. Mens Filip sikrer sig sin støtte og tiltræder tronen, tvinger familien Bouville en knust Marie til at opdrage Johan som sin egen og, for at holde på hemmeligheden, aldrig at se Guccio igen.

### La Louve de France(1959)
(Dansk titel: Den franske ulvinde) Arkiveret 14. januar 2024 hos  Wayback Machine
Ludvig og Filips yngre bror Karl 4. er nu den franske konge. Hans søster Isabella er stadig gift med den engelske kong Edvard 2., hvis åbne gunst for hans elsker Hugh Despenser og den udvidede Despenser-familie har marginaliseret Isabella og ansporet til oprør blandt Edvards baroner. Da oprøreren Baron Roger Mortimer undslipper fængslet i Tower of London og flygter til Frankrig for at plotte mod Edvard, følger Isabella senere efter under påskud af at forhandle en traktat med sin bror, og hun slutter sig til Mortimer som hans elsker og medsammensvorne. En skyldbetynget Bouville indrømmer endelig sandheden om den franske babykonge over for pave Johannes, hvis forbindelse til Filip opmuntrer ham til at holde på hemmeligheden. Mahaut søger sin hævn mod Isabella, nu populært kaldet "Den franske ulvinde", ved at planlægge hendes udvisning fra Frankrig og den sikre død i Edvards arme. Men hjulpet af styrker fra Holland og Edvards egne utilfredse baroner invaderer Mortimer og Isabella England og afsætter Edvard til fordel for han og Isabellas søn Edvard 3. Som datter af en konge og hustru til en konge, ønsker Isabella ikke at give ordre til at få den ældste Edvard dræbt, men en jaloux og lunefuld Mortimer fremtvinger handling, og hans håndlangere myrder brutalt den fængslede og ydmygede tidligere konge, efter Hugh Despensers retssag og mest grusomme henrettelse.

### Liljen og løven(1960)
(Dansk titel: Liljen og Løven) Arkiveret 14. januar 2024 hos  Wayback Machine
Karl dør og efterfølges af sin fætter Filip af Valois, som kan takke Robert af Artois for stor hjælp. I mellemtiden har den unge Edvard 3. giftet sig med Filippa af Hainaut, og hans regent Mortimers popularitet er faldende. Da Mortimer orkestrerer henrettelsen af Edvards onkel Edmund, jarl af Kent, generobrer Edvard tronen og får Mortimer henrettet. Med Filip i sin gæld genoptager Robert sit krav på Artois, men er tvunget til at forfalske dokumenter, som Mahaut har ødelagt. Forelsket i Robert og ophidset af fare forgifter Béatrice Mahaut og derefter hendes datter Johanne for at hjælpe Roberts sag. Da hans forfalskning bliver afsløret, afslår Robert Filips tilbud om et stille nederlag og bliver efterfølgende anklaget for et helt liv fyldt med forbrydelser. Robert er nu på flugt og fredløs, og han bruger år på at vandre rundt i Europa, før han opsøger Edvard. Efter at have overbevist den engelske konge om med magt at gøre krav på den franske trone bliver Robert dræbt i kamp, netop som felttoget for alvor er gået i gang. Tolv år senere bliver Giannino Baglioni kaldt til Rom af den selverklærede tribun Cola de Rienzi, som afslører for den sienesiske bankmand, at Giannino faktisk er Johan 1., den retmæssige konge af Frankrig. Rienzis mord forpurrer imidlertid Johans krav på tronen, og han dør til sidst i fangenskab i Napoli, det sidste direkte offer for den forbandelse, der blev påført Filips hus. Efterordet til romanen antyder dog, at forbandelsen ville give genlyd over huset Valois og selve Frankrig indtil at Jeanne d'Arc blev brændt på bålet i Rouen et århundrede efter romanens hovedbegivenheder.

### Quand un Roi perd la France(1977)
(Ej udgivet på dansk. Direkte oversættelse: "Når en konge mister Frankrig". Engelsk titel: The King Without a Kingdom)
Kardinal Talleyrand-Périgord fortæller om Filips søn Johan 2. den Godes urolige regeringstid, som fortsætter den nedgang for Frankrigs krigslykke, som hans far havde sat i gang. Johan skaber splid blandt sine stormænd ved den uforholdsmæssige gunst, han skænker den smukke Charles de La Cerda, hvis efterfølgende mord antænder en bitter fejde mellem Johan og hans forræderiske svigersøn Karl, kongen af Navarra. Opmuntret af navareserne og for at udnytte urolighederne i Frankrig til sin fordel, fornyer Edvard 3. sit krav på den franske trone. Hans søn, Edvard, den sorte prins, iværksætter en relativt lille, men stort set ukontrolleret invasion af Frankrig. Til sidst konfronteret med Johans styrker, som er hans styrker langt talmæssigt overlegen, formår den unge Edvard stadig at få overtaget og besejre franskmændene og tage Johan, hans yngste søn Filip og mange af hans stormænd til fange.

## Tv-indspilninger
Les Rois maudits er to gange blevet dramatiseret på fransk tv.  

### 1972-miniserie
Tv-indspilningen fra 1972 af Les Rois maudits blev udsendt af ORTF fra 21. december 1972 til 24. januar 1973, og med Jean Piat som Robert d'Artois og Hélène Duc som Mahaut d'Artois. Iscenesat af Marcel Jullian og instrueret af Claude Barma var dens seks episoder direkte baseret på, og opkaldt efter, de første seks romaner i Druons serie. Med tilnavnet "den franske Jeg, Claudius" blev serien "meget succesfuld" og førte romanerne "fra kult til mainstream succes". Produktionen blev optaget i et studie med minimale scenografi. Bertrand Guyard fra Le Figaro roste produktionen og rollebesætningen i 2013. Serien blev udsendt i Storbritannien af BBC på fransk med engelske undertekster i juni-juli 1974 og igen i august-september 1975. Flere afsnit kan findes på YouTube.

### 2005-miniserie
I 2005 blev Les Rois maudits igen indspillet som tv-serie i en fælles fransk-italiensk produktion instrueret af Josée Dayan, med Philippe Torreton som Robert og Jeanne Moreau som Mahaut. Vist på France 2 fra 7. november til 28. november 2005, dens fem episoder er opkaldt efter romanerne 1-3 og 5-6 (undtagelsen er La Loi des mâles). Serien havde premiere med 8,6 millioner seere, og finalen fik over 6,2 millioner seere. Samlet set havde Les Rois maudits i gennemsnit 7,2 millioner seere, en seerandel på 27,9 %. Alle afsnit kan findes på YouTube.
Miniserien blev nomineret til en 2006 Globes de Cristal Award for bedste tv-film eller tv-serie.

## Anmeldernes dom
Ifølge John Lichfield, The Independents franske korrespondent og en ven af Druon, blev Les Rois maudits skrevet for at tjene penge meget hurtigt ... [Druon] selv var ikke særlig stolt af det." Men serien var "populær og kritisk rost", og var blandt Druons mest kendte værker.
I sin ungdom havde Druon skrevet teksten til Chant des Partisans (1943), en populær fransk modstandshymne fra Anden Verdenskrig. I 1948 modtog han Goncourtprisen for sin roman Les Grandes Families. Selvom Ben Milne fra BBC i 2014 bemærkede, at Druon "er næsten ukendt i den engelsktalende verden", kaldte den amerikanske forfatter George R.R. Martin forfatteren for "Frankrigs bedste historiske romanforfatter siden Alexandre Dumas den Ældre". Martin nævner De Usalige Konger "den originale kampen om tronen", og beskriver Druons romaner som inspiration til hans egen serie En sang om is og ild, som er blevet indspillet på tv som Game of Thrones og House of the Dragon. Martins britiske udgiver HarperCollins begyndte at genudgive den længe udgåede Accursed Kings-serie i 2013, hvortil Martin selv skrev et forord.

## Eksterne links
- Les Rois maudits (1972) på Internet Movie Database (engelsk)
- Les Rois maudits (2005) på Internet Movie Database (engelsk)